# Michelle Hulliger
Michelle Hulliger (* 22. listopadu 1999 Bern) je švýcarská reprezentantka ve sportovním lezení, mistryně Švýcarska a juniorská mistryně Evropy v lezení na obtížnost.
Od roku 2010 absolvovala mnoho domácích juniorských závodů, od roku 2013 potom seriál Evropského poháru juniorů i další mezinárodní závody.

## Výkony a ocenění
- 2016: mistryně Švýcarska
- 2017: juniorská mistryně Evropy

### Závodní výsledky
| Světový pohár | Světový pohár      |
| Rok           | 2017               |
| ------------- | ------------------ |
| Obtížnost     | 40                 |
| jednotlivě*   | 27,-,-,-,-,-,18,24 |

* pozn.: nalevo jsou poslední závody v roce
| Mistrovství Evropy | Mistrovství Evropy |
| Rok                | 2015               |
| ------------------ | ------------------ |
| Obtížnost          | 31                 |

| Mistrovství Švýcarska | Mistrovství Švýcarska |
| Rok                   | 2016                  |
| --------------------- | --------------------- |
| Obtížnost             | 1                     |
| Bouldering            | 3                     |

| Mistrovství světa juniorů | Mistrovství světa juniorů | Mistrovství světa juniorů | Mistrovství světa juniorů |
| Rok                       | 2015 kat. A               | 2016 kat. A               | 2017 juniorky             |
| ------------------------- | ------------------------- | ------------------------- | ------------------------- |
| Obtížnost                 |                           |                           | 7                         |
| Rychlost                  |                           |                           | 39                        |
| Bouldering                |                           |                           | 16-17                     |
| Kombinace*                | —                         | —                         | 14                        |

* v roce 2017 se na MSJ lezlo ještě navíc finále v kombinaci podle olympijského formátu (pořadí třech disciplín se násobilo)
| Mistrovství Evropy juniorů | Mistrovství Evropy juniorů | Mistrovství Evropy juniorů | Mistrovství Evropy juniorů |
| Rok                        | 2016 kat. A                | 2017 juniorky              | 2018 juniorky              |
| -------------------------- | -------------------------- | -------------------------- | -------------------------- |
| Obtížnost                  | 2                          | 1                          | 2                          |

| Evropský pohár juniorů | Evropský pohár juniorů | Evropský pohár juniorů | Evropský pohár juniorů | Evropský pohár juniorů | Evropský pohár juniorů | Evropský pohár juniorů |
| Rok                    | 2013 kat. B            | 2014 kat. B            | 2015 kat. A            | 2016 kat. A            | 2017 juniorky          | 2018 juniorky          |
| ---------------------- | ---------------------- | ---------------------- | ---------------------- | ---------------------- | ---------------------- | ---------------------- |
| Obtížnost              | 5                      | 3                      | 5                      | 2                      | 3                      | 2                      |
| jednotlivě* (1/3/2)    | 5,7                    | 4,                     | 4,10,4,5               | ,5                     | ,,6,4                  | ,,7                    |
| Rychlost               | —                      | —                      | —                      | —                      | —                      | x                      |
| jednotlivě*            | —                      | —                      | —                      | —                      | —                      | ,25                    |
| Bouldering             |                        | x                      |                        | x                      |                        | x                      |
| jednotlivě*            |                        | ,5,                    |                        | ,18,                   |                        | ,11                    |

* pozn.: nalevo jsou poslední závody v roce